# Coupe de France 1953/54
Der Wettbewerb um die Coupe de France in der Saison 1953/54 war die 37. Ausspielung des französischen Fußballpokals für Männermannschaften. In diesem Jahr meldeten 1.072 Vereine.
Nach Abschluss der von den regionalen Untergliederungen des Landesverbands FFF organisierten Qualifikationsrunden griffen im Zweiunddreißigstelfinale auch die Erstligisten in den Wettbewerb ein. Titelverteidiger war der OSC Lille, der in diesem Jahr aber bereits im Achtelfinale ausschied. Den Pokal gewann der Olympique Gymnaste Club Nice (oder Nizza); für die Mannschaft von der Côte d’Azur war es der zweite Gewinn dieser Trophäe nach 1952. Endspielgegner Olympique Marseille erreichte bereits zum neunten Mal ein Finale um die Coupe de France, ging in diesem Jahr aber zum dritten Mal als Verlierer vom Platz.
Für die Amateurvereine war es eine schlechte Saison: alle acht Vertreter der dritten bzw. vierten Ligenstufe, die das Zweiunddreißigstelfinale überstanden hatten, schieden im Sechzehntelfinale aus. Das hatte es zuletzt sieben Jahre zuvor gegeben. Dafür machte die Division 2 nachdrücklich auf sich aufmerksam: im Viertelfinale standen fünf Zweit- nur drei Erstligisten gegenüber. Mit UA Sedan-Torcy und AS Troyes-Savinienne erreichten darin zwei unterklassige Klubs das Halbfinale, die zwei Jahre später sogar das Finale gegeneinander bestritten.
Die Paarungen wurden für jede Runde frei ausgelost. Spiele fanden grundsätzlich auf neutralem Platz statt – darunter auch eins im französischen Algerien –, die Einnahmen wurden geteilt. Endete eine Begegnung nach Verlängerung unentschieden, wurden solange Wiederholungsspiele ausgetragen, bis ein Sieger feststand. Aufgrund dieser Bestimmung mussten die Spieler von Sedan-Torcy in fünf Runden acht Partien bestreiten und standen dabei statt der üblichen siebeneinhalb insgesamt dreizehneinhalb Stunden auf dem Rasen.

## Zweiunddreißigstelfinale
Spiele am 17. Januar 1954; Wiederholungspartien am 21. bzw. 24. Januar 1954. Die jeweilige Spielklassenzugehörigkeit wird mit D1 bzw. D2 für die beiden Profiligen, CFA für die landesweite sowie DH und PH („Division d’Honneur“ rsp. „Promotion d’Honneur“) für die obersten regionalen Amateurligen angegeben.
| - FC Sète D1 – AS Aix D2 2:1 - AS Cannes D2 – CS Avion DH 2:0 - FC Metz D1 – FC Sochaux D1 2:1 - Olympique Marseille D1 – FC Grenoble D2 3:0 - Olympique Lyon D2 – AS Saint-Étienne D1 3:0 - USB Longwy DH – Faucigny CFA 2:2 n. V., 2:1 - OSC Lille D1 – CO Roubaix-Tourcoing D1 2:0 - AS Troyes-Savinienne D2 – SO Cholet CFA 5:1 - US Normande Colombelles DH – Olympique Avignon DH 0:0 n. V., 4:1 - FC Nancy D1 – AS Monaco D1 4:1 - Girondins Bordeaux D1 – Arago Sport Orléans CFA 1:0 - SC La Bastidienne Bordeaux CFA – SC Abbeville PH 1:0 - CS Blénod DH – Olympique Hesdin DH 1:0 - Stade Béthune CFA – SC Choisy-le-Roi DH 6:1 - RCFC Besançon D2 – SC Draguignan-Le Muy CFA 4:2 - Olympique Alès D2 – CA Paris D2 3:2 | - Le Havre AC D1 – RC Arras DH 5:1 - Stade Rennes UC D2 – Stade Quimper CFA 6:2 - FC Toulouse D1 – Stade Mont-de-Marsan DH 4:0 - Sporting Toulon D2 – US Blanzy-Montceau DH 1:0 - RC Strasbourg D1 – US Saint-Gaudens CFA 5:0 - UA Sedan-Torcy D2 – SCO Angers D2 3:3 n. V., 2:1 - Red Star Paris D2 – AS Giraumont DH 3:2 - FC Rouen D2 – US Boulogne DH 5:0 - USAC Romilly DH – ES Bully CFA 4:1 - CO Roche-la-Molière CFA – SO Montpellier D2 5:1 - OGC Nizza D1 – RC Lens D1 5:0 - Racing Paris D2 – Stade Reims D1 2:6 - US Quevilly CFA – FC Nantes D2 1:0 - FC Perpignan D2 – CS Villedieu DH 3:0 - Stade Français Paris D1 – AS Poissy DH 2:0 - Olympique Nîmes D1 – AS Béziers D2 3:2 |

## Sechzehntelfinale
Spiele zwischen 14. und 25., Wiederholungsmatch am 21. Februar 1954
| - FC Sète D1 – FC Toulouse D1 2:1 n. V. - AS Cannes D2 – CO Roche-la-Molière CFA 3:0 - FC Metz D1 – Stade Béthune CFA 5:2 - Olympique Marseille D1 – Stade Reims D1 3:2 - OSC Lille D1 – US Quevilly CFA 3:2 - AS Troyes-Savinienne D2 – Olympique Lyon D2 5:2 - FC Nancy D1 – Olympique Nîmes D1 5:1 - Girondins Bordeaux D1 – SC La Bastidienne Bordeaux CFA 5:0 | - RCFC Besançon D2 – Stade Rennes UC D2 2:1 - Le Havre AC D1 – USB Longwy DH 2:1 - Sporting Toulon D2 – US Normande Colombelles DH 2:1 - RC Strasbourg D1 – FC Perpignan D2 2:0 - UA Sedan-Torcy D2 – Red Star Paris D2 2:0 - FC Rouen D2 – USAC Romilly DH 3:0 - OGC Nizza D1 – CS Blénod DH 0:0 n. V., 6:3 - Stade Français Paris D1 – Olympique Alès D2 2:1 |

## Achtelfinale
Spiele am 8., Wiederholungspartien am 18. und 24. März 1954
| - AS Cannes D2 – Le Havre AC D1 3:0 - Olympique Marseille D1 – RC Strasbourg D1 2:1 - AS Troyes-Savinienne D2 – Sporting Toulon D2 1:0 - Girondins Bordeaux D1 – FC Sète D1 3:2 | - RCFC Besançon D2 – FC Nancy D1 2:1 - UA Sedan-Torcy D2 – FC Metz D1 0:0 n. V., 1:1 n. V., 2:1 - FC Rouen D2 – OSC Lille D1 2:0 - OGC Nizza D1 – Stade Français Paris D1 1:0 |

## Viertelfinale
Spiele am 28. März, Wiederholungsmatch am 1. April 1954
| - Olympique Marseille D1 – FC Rouen D2 3:2 n. V. - AS Troyes-Savinienne D2 – AS Cannes D2 4:1 | - UA Sedan-Torcy D2 – RCFC Besançon D2 2:1 - OGC Nizza D1 – Girondins Bordeaux D1 1:1 n. V., 3:0 |

## Halbfinale
Spiele am 25. April 1954
| - Olympique Marseille D1 – UA Sedan-Torcy D2 2:1 | - OGC Nizza D1 – AS Troyes-Savinienne D2 2:1 |

## Finale
Spiel am 23. Mai 1954 im Stade Olympique Yves-du-Manoir in Colombes vor 56.803 Zuschauern
- OGC Nizza – Olympique Marseille 2:1 (2:0)

### Mannschaftsaufstellungen
Auswechslungen waren damals nicht möglich.
OGC Nizza: Babkin Hairabedian – Mokhtar Ben Nacef, Guy Poitevin, César Héctor González – Antoine Cuissard , Abderrahman Mahjoub – Joseph Ujlaki, Émile Antonio, Luis Carniglia, Just Fontaine, Victor Nurenberg
Trainer: George William Berry
Olympique Marseille: Pierre Angel  – Maurice Gransart, Gunnar Johansson, Ben Miloud Abdesselem Salem – Barthélémy Mesas, Gabriel Rossi – Larbi Ben Barek, Roger Scotti – Jan Palluch, Gunnar Andersson, François Mercurio
Trainer: Henri Roessler
Schiedsrichter: Édouard Harzic (Amiens)

### Tore
1:0 Nurenberg (6.)

2:0 Carniglia (11.)

2:1 Andersson (55.)

### Besondere Vorkommnisse
Im Viertelfinal-Wiederholungsspiel zwischen Nizza und Bordeaux verweigerte der Schiedsrichter den Girondins beim Stand von 0:0 einen eindeutigen Strafstoß, nachdem Nizzas Poitevin den Ball nur mit der Hand am Überschreiten der Torlinie hatte hindern können. Während Bordeaux’ Spieler noch heftig protestierten, stürmte Ujlaki auf das gegnerische Tor zu und erzielte das 1:0. Die Girondins verließen daraufhin aus Protest den Platz und weigerten sich lange, die Begegnung fortzusetzen.
Das Finale von 1954 war jeweils das letzte zweier betagter, außereuropäischer Fußballer. Nizzas 36-jähriger Argentinier Carniglia konnte noch einen Treffer zum Pokalsieg beisteuern und hatte auch schon im Halbfinale gegen Troyes das entscheidende Tor geschossen. Auf den mindestens gleichaltrigen, evtl. sogar noch drei Jahre älteren Marokkaner Ben Barek, der in jeder Runde bis einschließlich des Viertelfinals gleichfalls ins gegnerische Netz getroffen hatte, wartete fünf Monate später sogar noch ein letzter Länderspieleinsatz für Frankreich – gegen den frischgebackenen Weltmeister Deutschland.